# 背奈福德
背奈福德（生卒年不詳）是日本飛鳥時代的一位高句麗裔豪族。根據《新撰姓氏錄》記載，他是廣開土王第七世子孫延興王（延典王）的後裔，一說他是榮留王的兒子。
660年（顯慶五年），李勣率領唐軍攻破平壤城，滅高句麗。背奈福德率其族人逃往日本，被安置在武藏國高麗郡，成為背奈氏的祖先。

## 系譜[2]
- 父：榮留王
- 母：不詳
- 妻：不詳
  - 男子：背奈福光
  - 男子：背奈行文[3]。
  - 男子：背奈和德
- 孫：高麗大山

## 腳註
1. ↑  《新撰姓氏錄》左京諸蕃。
2. 1 2  鈴木真年《百家系圖稿》卷9，高麗、百濟
3. 1 2  《續日本紀》延曆8年（789年）10月17日條